# Landari de Friül
Landari (? – 671?) fou un longobard, duc de Friül vers el 678 quan va succeir a Vectari.
Gairebé no se'n sap res d'aquest personatge; Pau el Diaca, en la seva Historia Langobardorum només indica l'orde de successió. Va morir abans del 694 primer (i darrer) any en què s'esmenta com a duc a Rodoald.